# 拉格里

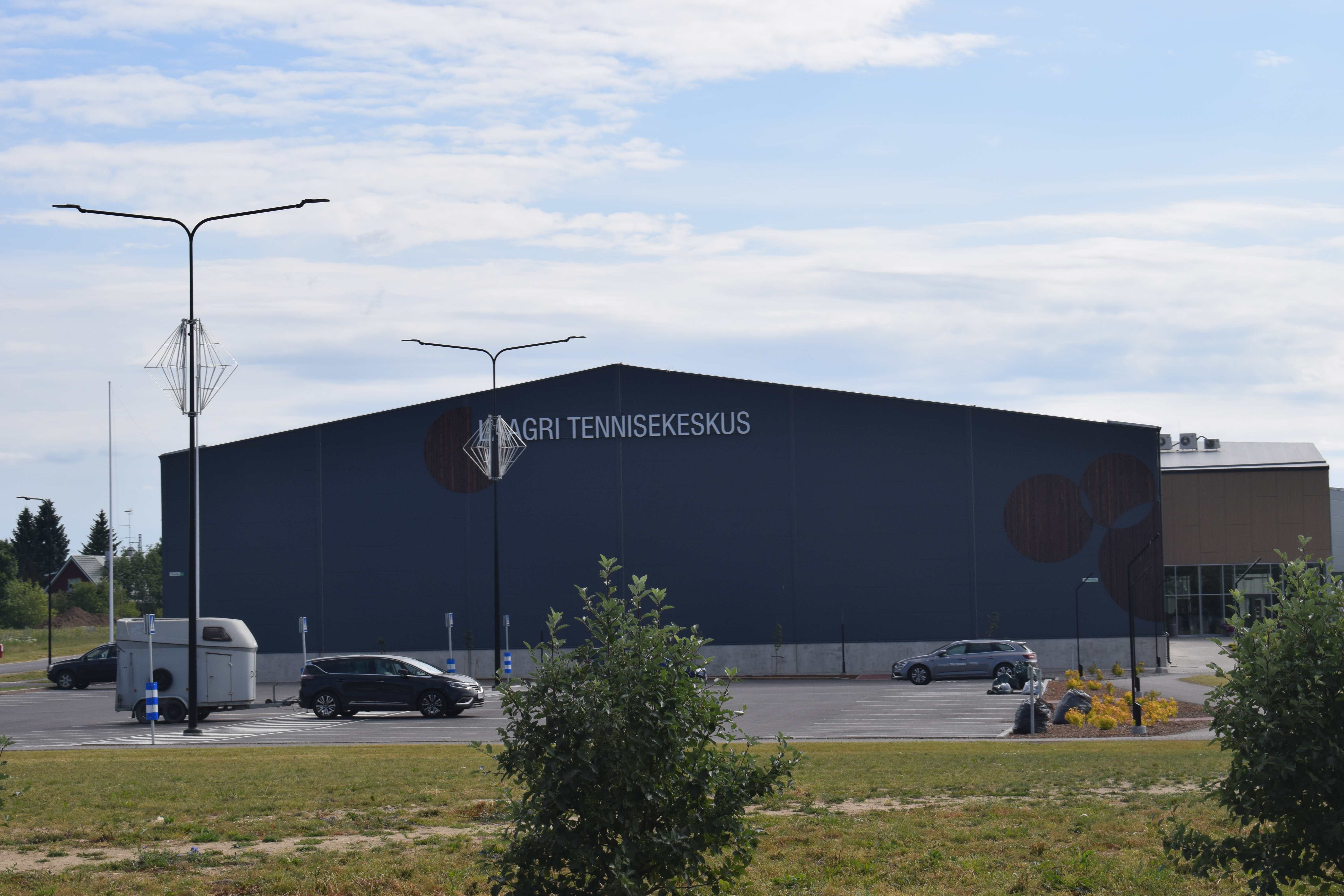
拉格里网球中心

拉格里，是愛沙尼亞哈爾尤縣绍埃市镇内的一个小鎮，位於該國北部，距離首都塔林13公里，面積3.2平方公里，2006年人口4,832，人口密度每平方公里1,510人。
59°21′04″N 24°37′05″E / 59.35111°N 24.61806°E